# Chi Thiên khuất
Chi Thiên khuất (danh pháp khoa học: Lythrum) là một chi thực vật có hoa trong họ Lythraceae.

## Loài
Chi này gồm các loài:
- Lythrum acutangulum Lag.
- Lythrum adsurgens Greene
- Lythrum alatum Pursh
  - Lythrum alatum var. lanceolatum (Elliott) Rothr.
- Lythrum baeticum Gonz.Albo
- Lythrum borysthenicum (M.Bieb. ex Schrank) Litv.
- Lythrum breviflorum (A. Gray) S. Watson
- Lythrum bryantii Brandegee
- Lythrum californicum Torr. & A. Gray
- Lythrum curtissii Fernald
- Lythrum dacotanum Nieuwl.
- Lythrum flagellare Shuttlew. ex Chapm.
- Lythrum flexuosum Lag.
- Lythrum gracile Benth.
- Lythrum hyssopifolia L.
- Lythrum junceum Banks & Sol.
- Lythrum lineare L.
- Lythrum linearifolium (A. Gray) Small
- Lythrum linifolium Kar.
- Lythrum maritimum Kunth
- Lythrum ovalifolium (A. Gray) Engelm. ex Koehne
- Lythrum portula (L.) D.A.Webb
- Lythrum rotundifolium Hochst. ex A. Rich.
- Lythrum salicaria L.
- Lythrum thesioides M.Bieb.
- Lythrum thymifolia L.
- Lythrum tribracteatum Salzm. ex Spreng.
- Lythrum virgatum L.
- Lythrum virgultosum (DC.) Griseb.
- Lythrum volgense D.A.Webb
- Lythrum vulneraria Aiton ex Schrank

## Hình ảnh

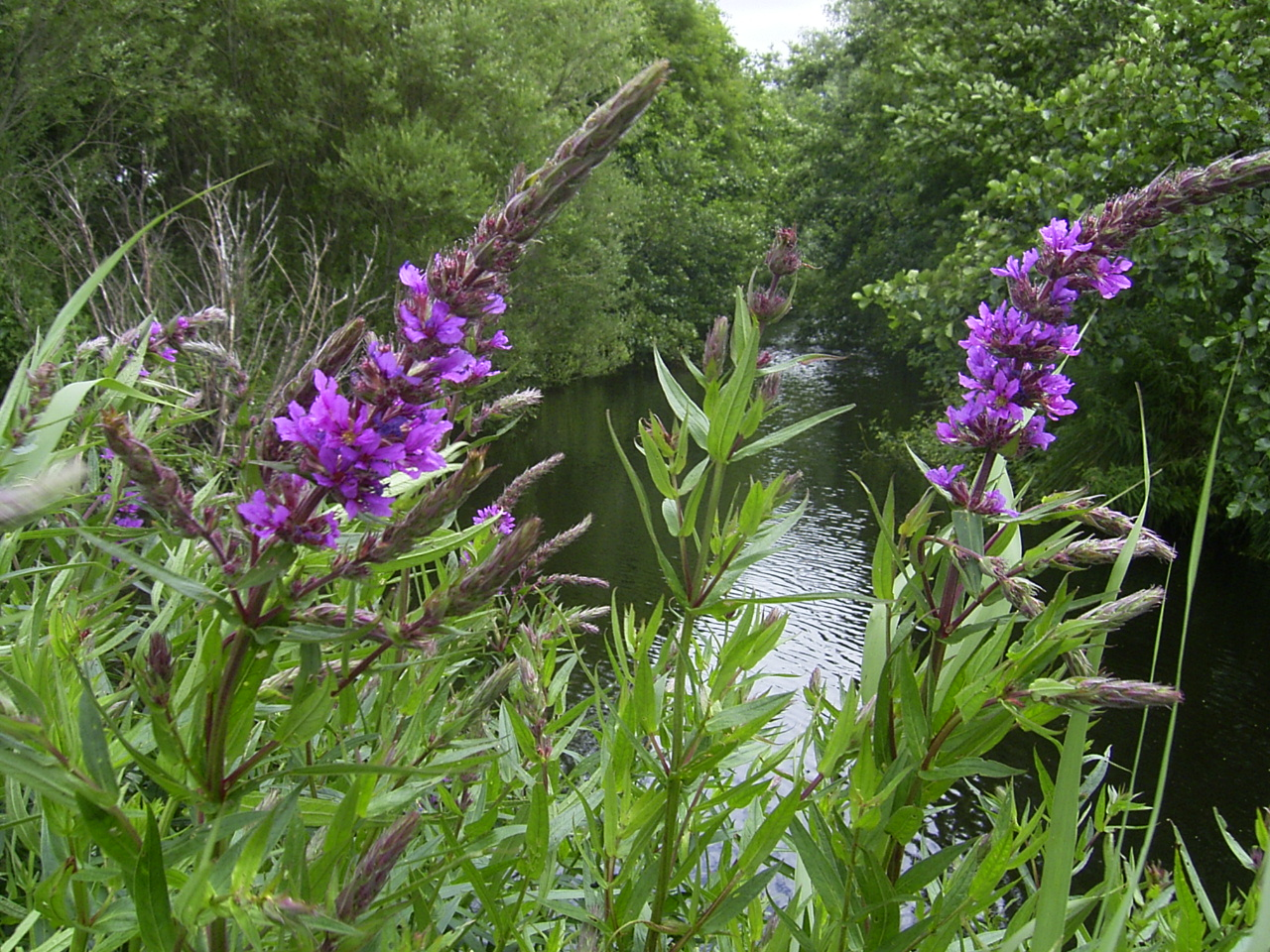
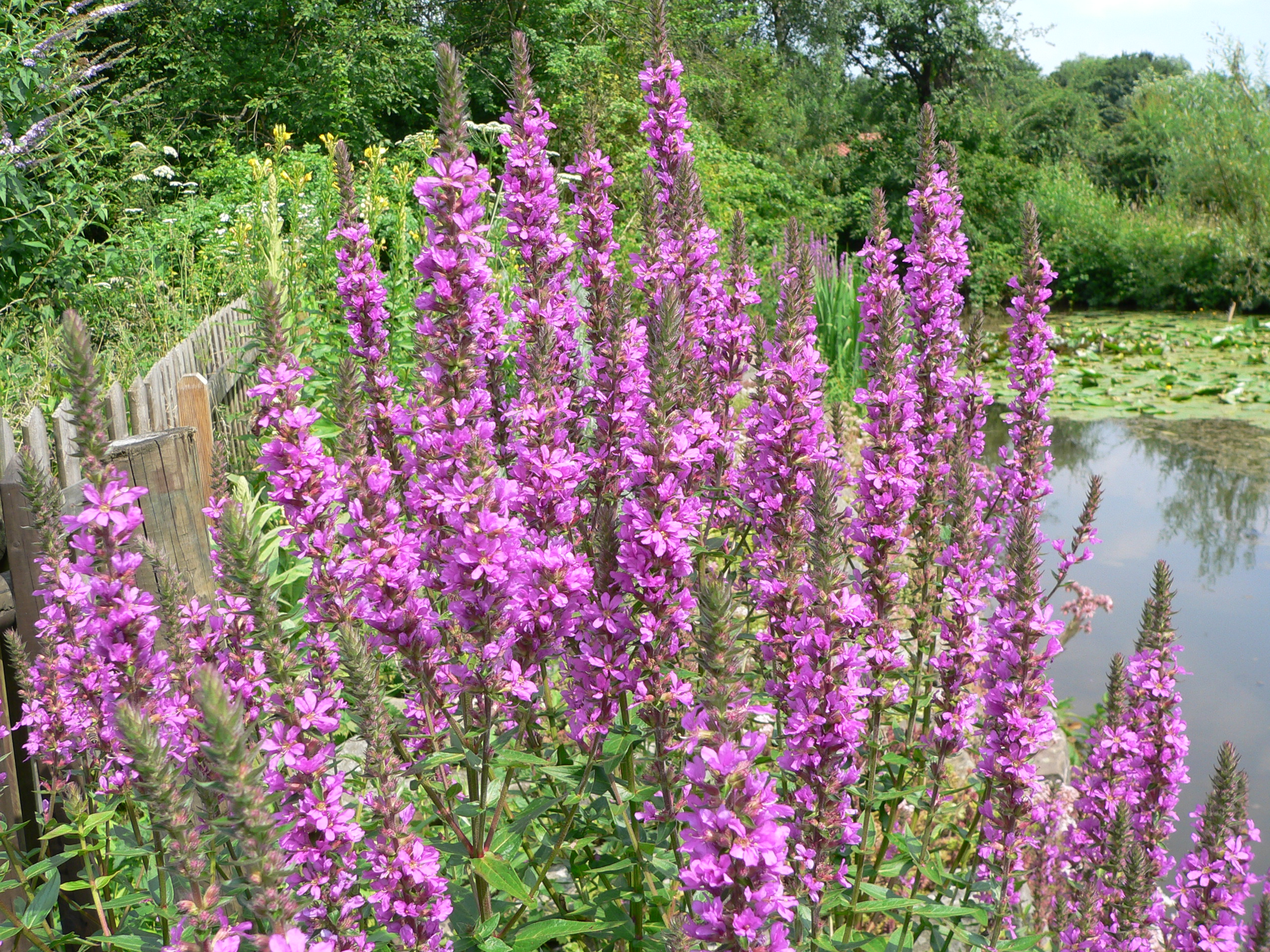
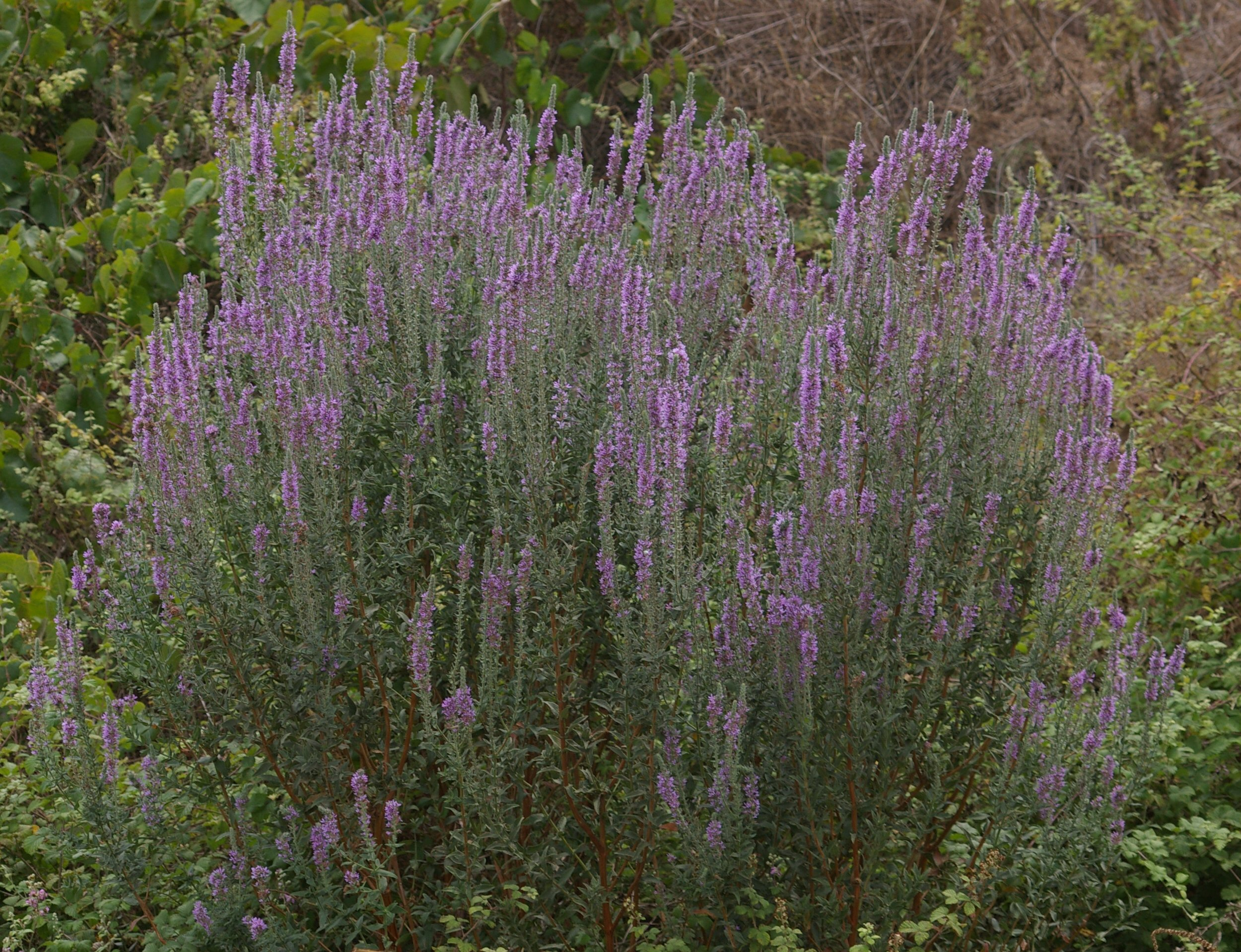
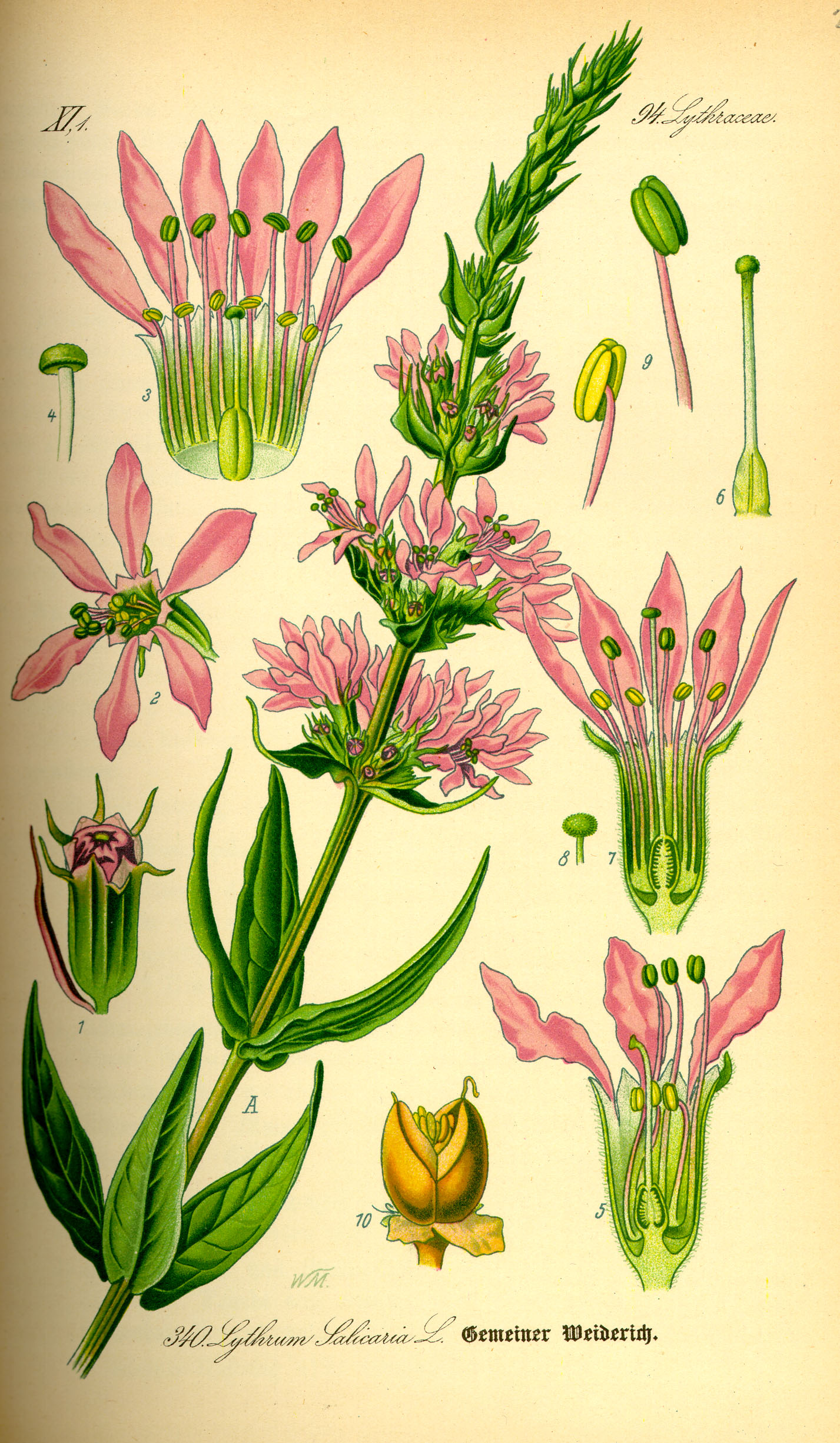